# Депутатский наказ
Депутатский наказ (наказ избирателей) — предложение либо поручение со стороны избирателя выборному должностному лицу, зачастую имеющее общественное значение и связанное с вопросами работы выборного органа. Депутатский наказ часто является составной частью принципа императивного мандата, согласно которому депутат может быть ограничен требованием безусловного исполнения наказов избирателей. Этот принцип также предусматривает процедуру отзыва депутата, не исполнившего этих требований. Однако практика сбора и выполнения депутатских наказов может существовать и при принципе свободного мандата как добровольная либо не сопровождающаяся санкциями за невыполнение.

## В истории
Практика принятия депутатского наказа утвердилась с первых дней существования Советской власти, хотя и не была свойственна только большевикам. Например, Декрет о земле был составлен на основании 242 наказов местных Советов крестьянских депутатов.
В СССР право внесения депутатского наказа принадлежало собраниям избирателей, наделённым полномочием выдвигать кандидатов в депутаты.
Согласно закону о Статусе депутатов Советов депутатов трудящихся от 20 сентября 1972 г., соответствующий Совет должен был рассматривать наказы, утверждать план мероприятий по их выполнению, осуществлять контроль за их реализацией. Отдельные предложения собраний избирателей могли быть отклонены Советом по экономическим причинам или по мотивам нецелесообразности. В этом случае Совет обращался к соответствующему собранию избирателей с сообщением о мотивах отклонения того или иного предложения и получает на это санкцию избирателей. Депутатские наказы, принятые Советом к исполнению, имели обязательное значение. В СССР Советы и отдельные их депутаты, отчитываясь перед избирателями о своей деятельности, должны отчитываться и о своей работе по выполнению наказов.

## Современное применение
На данный момент на федеральном уровне в России не существует законодательства, регулирующего практику наказов избирателей депутатам. В 2019 году законопроект «О наказах избирателей в Российской Федерации» внёс первый заместитель председателя Комитета Госдумы по бюджету и налогам, депутат от ЛДПР Сергей Катасонов, но он был отклонён на заседании 13 декабря того же года.
Тем не менее, в отличие от других практик императивного мандата, практика сбора депутатских наказов широко распространена на региональном уровне. В Новосибирской области в 2003 году был принят закон «О наказах и обращениях избирателей к депутатам и представительным законодательным органам», имеются ряд положений о наказах избирателей и различные планы по их реализации в областном центре, Новосибирске. В 2004 году в Иваново было принято положение «О наказах избирателей, порядке их исполнения и рассмотрения». Имеются соответствующие регламенты и в Республике Бурятия, городской Думе Ханты-Мансийска, Законодательном собрании Камчатского края, городской Думе Ижевска и других выборных региональных органах России.
Как правило, депутатские наказы собираются за отчётный период (календарный год), после чего полученные предложения депутатами местных законодательных уровней систематизируются для включения в общий Перечень наказов избирателей, который утверждается сессионным решением выборного органа, определяется финансовая потребность и сроки реализации наказов по годам деятельности органа представительной власти. В течение работы этого органа контролируется их реализация.
Наказы избирателей также могут собираться во время предвыборных кампаний в законодательные органы разных уровней и использоваться со стороны кандидатов в депутаты на добровольной основе.
Депутатские наказы используются также в Кыргызской республике в местных кенешах. Их деятельность определяет раздел 4 закона «О статусе депутатов местных кенешей» от 13 января 2000 года.